# Turó de Donadeu
El Turó de Donadeu és una muntanya de 402 metres que es troba al municipi de Sant Fost de Campsentelles, a la comarca del Vallès Oriental.